# Rudno (województwo lubuskie)
Rudno (niem. Rauden) – wieś w Polsce położona w województwie lubuskim, w powiecie nowosolskim, w gminie Nowa Sól nad potokiem Rudnica.

## Historia
Pierwsze wzmianki o wsi pochodzą z połowy XIII wieku.
W latach 1975–1998 miejscowość położona była w województwie zielonogórskim.
Na dzień 31 marca 2011 roku wieś liczyła 591 mieszkańców, w tym 281 mężczyzn i 310 kobiet

## Zabytki
Do wojewódzkiego rejestru zabytków wpisane są:
- kościół filialny pod wezwaniem św. Apostołów Szymona i Judy Tadeusza z XIII w. Zbudowany z rudy darniowej i kamienia polnego. Wielokrotnie remontowany w XV w., XVIII-XIX w. Wyposażenie kościoła z XVIII w., otoczony kamiennym murem
- drewniana dzwonnica z 1774 roku. Założona na planie kwadratu z dachem krytym gontem.

## Religia
- Parafia Świętej Rodziny w Lubieszowie – kościół filialny pw. św. Apostołów Szymona i Judy Tadeusza
- Świadkowie Jehowy – Sala Królestwa ul. Nowosolska 40A[5]